# Artabotrys multiflorus
Artabotrys multiflorus C.E.C.Fisch. – gatunek rośliny z rodziny flaszowcowatych (Annonaceae Juss.). Występuje naturalnie w Tajlandii, Mjanmie oraz Chinach (w prowincji Kuejczou). 

## Morfologia
PokrójZimozielone i zdrewniałe liany.
LiścieMają kształt od eliptycznego do eliptycznie podłużnego. Mierzą 10–16,5 cm długości oraz 4–6,5 cm szerokości. Wierzchołek jest od ostrego do spiczastego. Ogonek liściowy jest nagi i dorasta do 5–8 mm długości.
KwiatyZebrane w gęste pęczki o średnicy 15–20 cm. Działki kielicha mają owalnie trójkątny kształt i dorastają do 3–4 mm długości, są owłosione od wewnętrznej strony. Płatki mają podłużny kształt i barwę od żółtej do zielonkawej, osiągają do 18–25 mm długości, są owłosione od wewnątrz. Kwiaty mają 12–21 nagich słupków o kształcie od podłużnego do podłużnie lancetowatego i długości 1–1,5 mm.

## Biologia i ekologia
Rośnie w zaroślach. Występuje na wysokości od 800 do 1000 m n.p.m. Kwitnie od maja do sierpnia, natomiast owoce pojawiają się od lipca do października.